# 穆斯林征服西西里
穆斯林对西西里的征服始于公元827年6月，并持续至902年拜占庭帝国在西西里的最后一个重要要塞陶尔米纳沦陷时为止。尽管岛上一些孤立的堡垒一直到965年都在拜占庭控制之中，但全岛已经被穆斯林控制，直到11世纪诺曼人对该岛进行了重新征服。
尽管西西里从7世纪起就开始遭受穆斯林的袭击，但这些袭击并未对拜占庭在该岛的统治产生威胁，岛上依旧大体保持着闭塞的和平状态。827年，当岛上的拜占庭舰队指挥官尤菲米乌斯发动叛变反抗拜占庭皇帝米海尔二世时，伊夫起亚的阿格拉布王朝看到了机会。尤菲米乌斯被忠于拜占庭的部队击败并被赶出西西里岛，他向阿格拉布王朝寻求援助，阿格拉布王朝认为这是一个扩张领土的机会，而且可以通过拥护圣战来转移他们难以驾驭的军事机构的力量并减轻伊斯兰学者的批评，于是派遣了一支军队前去援助他。穆斯林军队在西西里登陆后，尤菲米乌斯被迅速抛弃。对西西里首都叙拉古的首次进攻以失败告终，但穆斯林军队能够经受住此后拜占庭的反击并守住几个要塞。在阿格拉布王朝和安达卢斯的科尔多瓦酋长国增援帮助下，穆斯林军队在831年攻陷了巴勒莫，此后它成为了穆斯林统治下的西西里的首都。
拜占庭方面派遣几支远征军来协助当地抵御穆斯林的入侵，但由于其在东部边境与阿拔斯王朝，以及在爱琴海与克里特酋长国的作战，使得拜占庭无法维持对西西里的援助来击退穆斯林，让后者得以在接下来的30年间洗劫拜占庭在岛上的领地而几乎没有遇到任何抵抗。位于岛屿中部的恩纳是抵御穆斯林扩张的主要堡垒，直至其在859年被攻占。在拿下恩纳后，穆斯林增强了对岛屿东部的压力，并在长期围攻后，于878年征服叙拉古。此后拜占庭对岛屿东北角的几个要塞保持了几十年的控制，同时在该岛做了很多收复领土的尝试，这些行动一直持续到11世纪，但无法阻止穆斯林逐步控制西西里。公元902年，拜占庭在西西里的最后一个主要要塞陶尔米纳被攻占，标志着穆斯林完成了对西西里岛的征服。
在穆斯林的统治下，西西里岛发展了起来，并最终脱离了伊夫起亚穆斯林的统治，形成了半独立的酋长国，岛上的穆斯林居民在1060年代的诺曼征服后幸存了下来，甚至在诺曼国王的统治下继续繁荣发展，诞生了独特的文化融合，直至他们在1220年代的一次失败叛变后被神圣罗马皇帝腓特烈二世强迫重新移送至卢切拉。

## 背景
在整个罗马帝国时期，西西里岛是一处宁静、繁荣的世外桃源，直到公元5世纪该岛才开始遭受来自北非的汪达尔人的入侵。535年，拜占庭帝国统治了西西里岛，并在哥特战争中遭受东哥特王国的袭击，不过随后此地很快恢复了平静。由于受到了周围海洋的保护，西西里免遭6-7世纪伦巴第人对拜占庭在意大利领土的侵占和破坏，依旧保持了繁荣的城市生活和市民行政管理。直至7世纪穆斯林开始扩张加剧了对当地的威胁时，西西里才开始被人关注。如同拜占庭学家约翰·巴格内尔·伯里所写“西西里岛作为一片富饶而理想的领地，坐落于地中海的两个海盆中央，这一地理位置使其成为对于任何在商业或政治上具有侵略性的东方海上力量都非常重要的目标；而对于一位有着野心的非洲统治者来说，西西里岛是通向意大利的跳板和亚得里亚海的门户。”
因此，西西里岛很早就成为了穆斯林攻击的目标，第一次入侵发生于652年，此时穆斯林的第一支海军刚成立几年。在穆斯林对北非发动征战之后，西西里成为了重要的战略基地，在661-668年成为拜占庭皇帝君士坦斯二世的宫廷所在地。690年成为军区后，其统领将军同时也接管了位于意大利南部松散的帝国领土。此后穆斯林继续于8世纪上半叶对该岛发动袭击，但直到穆斯林完成了对北非的征服并北上西班牙时，西西里才开始受到真正严重的威胁。第一个制定计划入侵西西里和撒丁岛是阿拔斯王朝在伊夫起亚的总督阿卜杜勒·拉赫曼·伊本·哈比卜·菲赫里，他于752-753年企图执行计划，但被一次柏柏尔人叛乱挫败。799年，建立了阿格拉布王朝的易卜拉欣一世·伊本·阿格拉布（Ibrahim I ibn al-Aghlab）被阿拔斯王朝哈里发哈伦·拉希德承认为伊夫起亚的自治埃米尔，标志着在伊夫起亚建立了以当代突尼斯为中心的，事实独立的国家（即阿格拉布王朝）。805年，易卜拉欣一世与拜占庭在西西里岛的总督签订了10年的停战协议，此后这份协议又在813年由易卜拉欣一世的儿子及继任者阿卜杜拉·伊本·易卜拉欣（Abdallah ibn Ibrahim）续签。在此期间，阿格拉布王朝着眼于与西部的伊德里斯王朝对抗，而没有任何对西西里发动袭击的计划。相反的，有证据表明西西里与伊夫起亚之间存在贸易往来，岛上也有阿拉伯商人活动。

## 尤菲米乌斯的叛变

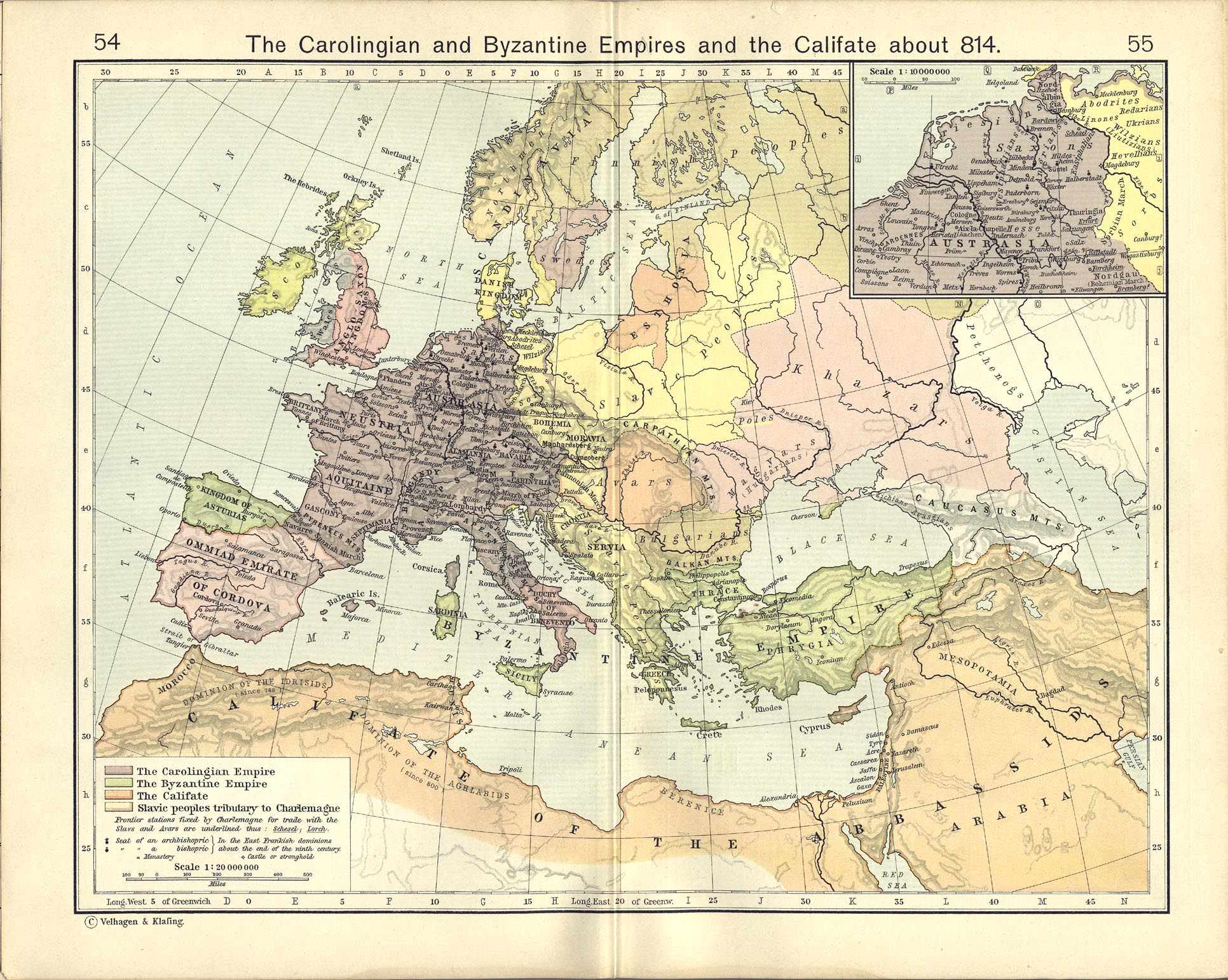
穆斯林入侵西西里时的欧洲与地中海版图
阿拔斯王朝
可萨汗国
拜占庭帝国
加洛林帝国

入侵西西里的时机来自于军团将领，岛上的舰队指挥官尤菲米乌斯的叛变。根据此后可能是虚构的描述，尤菲米乌斯强迫一位他所渴求的修女嫁给自己，他的兄弟向拜占庭皇帝米海尔二世抗议，使得皇帝命令西西里岛的将军君士坦丁·苏达斯（Constantine Soudas）调查此事，如果指控属实，就割掉尤菲米乌斯的鼻子作为惩罚。从对非洲海岸的一次海战中归来的尤菲米乌斯得知自己即将被捕后，驶往叙拉古并占领了这座沿海城市，迫使当地的总督前往内陆寻求庇护。尤菲米乌斯很快获得了岛上大部分军事将领的支持，并击退了君士坦丁·苏达斯试图收复叙拉古的进攻，迫使他逃往卡塔尼亚。尤菲米乌斯的军队继续追击，并将君士坦丁驱离卡塔尼亚，最终捕获并处决了他。此后，尤菲米乌斯在当地自称皇帝。拜占庭学家亚历山大·瓦西里耶夫对导致尤菲米乌斯叛变的“浪漫”故事表示质疑，认为彼时拜占庭将领斯拉夫人托马斯（Thomas the Slav）的起义削弱了拜占庭的统治能力，同时拜占庭还要应对穆斯林对克里特岛的攻占，而这位有野心的将领只是运用了这个恰当的时机，来为自己谋取权力。
然而尤菲米乌斯被他最亲密且最强大的盟友（阿拉伯文献中称这位盟友名为“巴拉塔”（Balata），根据瓦西里耶夫的说法这可能是一个被破坏的头衔，而美国拜占庭学家沃伦·崔德戈德认为他的名字是柏拉图（Plato））以及他的兄弟，巴勒莫的将领米海尔（Michael）抛弃了。两人谴责尤菲米乌斯篡夺皇帝头衔的行为，并进军叙拉古，击败尤菲米乌斯并重新控制了城市。
如同前任西西里总督埃尔皮迪乌斯（Elpidius）叛变伊琳娜女皇一样，尤菲米乌斯决定在拜占庭的敌人间寻求庇护，并带着他的一些支持者来到伊夫起亚。尤菲米乌斯派了一个代表前往阿格拉布王朝的宫廷，恳求埃米尔齐亚达特·阿拉一世（Ziyadat Allah I）派遣军队协助尤菲米乌斯征服西西里岛，承诺攻占西西里岛后他会每年向阿格拉布王朝朝贡。这对于阿格拉布王朝是一个不可多得的机会，此时的阿格拉布王朝面临着阿拉伯定居者与柏柏尔人长期酝酿的种族冲突，以及阿拉伯统治精英（阿拉伯军区）内部的纷争和叛乱；同时，马立克派学院的法学家批评他们专注于世俗事务、“非伊斯兰”的税收制度以及奢侈的生活方式。当尤菲米乌斯来到伊夫起亚时，齐亚达特·阿拉一世刚刚镇压了一场由曼苏尔·通布吉（Mansur al-Tunbudhi）领导，长达3年的危险的军区叛乱。历史学家亚历克斯·梅特卡夫（Alex Metcalfe）所写：“通过进行圣战、征服异教徒来扩大伊斯兰教的疆域（这是自711年入侵伊比利亚半岛以来的第一次重大行动）可以让法学家们停止对他们批评；另一方面，他们可以将躁动不安的军区所蕴含的破坏性力量通过伊夫起亚-西西里海峡转移，以此获得新的人力和财富来源。”
齐亚达特·阿拉一世的宫廷顾问们对是否支持尤菲米乌斯持不同意见，最终在凯鲁万备受尊敬的卡迪阿萨德·伊本·弗拉特（Asad ibn al-Furat）引用了古兰经中的劝诫说服了他们。阿萨德在保有卡迪职位的情况下被任命为远征军的首领，即便通常情况下同一人不能同时拥有卡迪与军事头衔。据称穆斯林远征军由约10,000名步兵和700名骑兵组成，他们中的大多数是伊夫起亚的阿拉伯人和柏柏尔人，但一部分可能来自于大呼罗珊地区。远征军的舰队由70或100艘舰船组成，同时还得到了尤菲米斯的舰队的支持。

## 早期行动和征服巴勒莫

### 穆斯林登陆和叙拉古之围（827－828年）
827年6月14日，穆斯林的联合舰队从伊夫起亚的苏塞海湾出发，3天后抵达西西里岛西南部的馬扎拉-德爾瓦洛，他们在当地与忠于尤菲米乌斯的士兵见面。但联盟很快出现分裂：一个穆斯林支队误将一些尤菲米乌斯的支持者当做忠于拜占庭的部队，随后发生了小规模的冲突。尽管尤菲米乌斯的军队要求在头盔上别上一截小树枝作为特殊标记，阿萨德依旧宣布他打算在没有尤菲米乌斯帮助的情况下发动这场战役。此后不久，接管了西西里岛的将军职能的巴拉塔与一支拜占庭军队出现在附近，两军在馬扎拉-德爾瓦洛东南部的平原上发生交战。阿萨德对他的军队进行劝诫，之后他们获得了胜利。巴拉塔首先退至恩纳，此后继续撤退至意大利本土的卡拉布里亚，他可能希望在此集结更多的军队，但在抵达当地不久后便去世。
阿萨德离开了阿布·扎基·基纳尼（Abu Zaki al-Kinani）管理的馬扎拉-德爾瓦洛，驶向叙拉古：穆斯林军队沿着南部海岸向这座西西里都城挺进，但在加拉特·古拉特（Qalat al-Qurrat，可能是古代阿克里地区）与叙拉古派来的使者会面时，使者承诺如果他们停止前进，该城就会向他们朝贡。这一提议可能是为了争取时间，让城市为围城战做好准备。或许是被使者保证说服，亦或是需要休整军队，阿萨德让军队的行进停止了几天。与此同时，尤菲米乌斯开始后悔与阿格拉布王朝合作，开始秘密与拜占庭皇帝联系，敦促他们抵御阿拉伯人。穆斯林在不久后继续了他们的行进，并包围了叙拉古。同时拜占庭面临离国土中心更近的克里特岛被入侵的威胁，无法向被围困的岛屿提供大量援助，而穆斯林军队得到了来自非洲的增援。拜占庭附属国威尼斯的总督查士丁尼·帕提西帕奇奥为这座城市带来了一些援助，但并不能帮助其解围。然而围城的穆斯林军队也遭受了粮食缺乏和828年春季疫病爆发的折磨，指挥官阿萨德甚至因此丧命。穆罕默德·伊本·阿比·贾瓦里（Muhammad ibn Abi'l-Jawari）继任了阿萨德，当拜占庭的增援舰队抵达后，他下令解除并放弃围城，并试图驶回北非，但被拜占庭舰只拦截。在被击败后，穆斯林军队烧毁了舰船，并从陆地撤退至米内奥的城堡，城堡内的人在三天后向他们投降。

### 第一次恩纳之围和拜占庭的反击（828－829年）

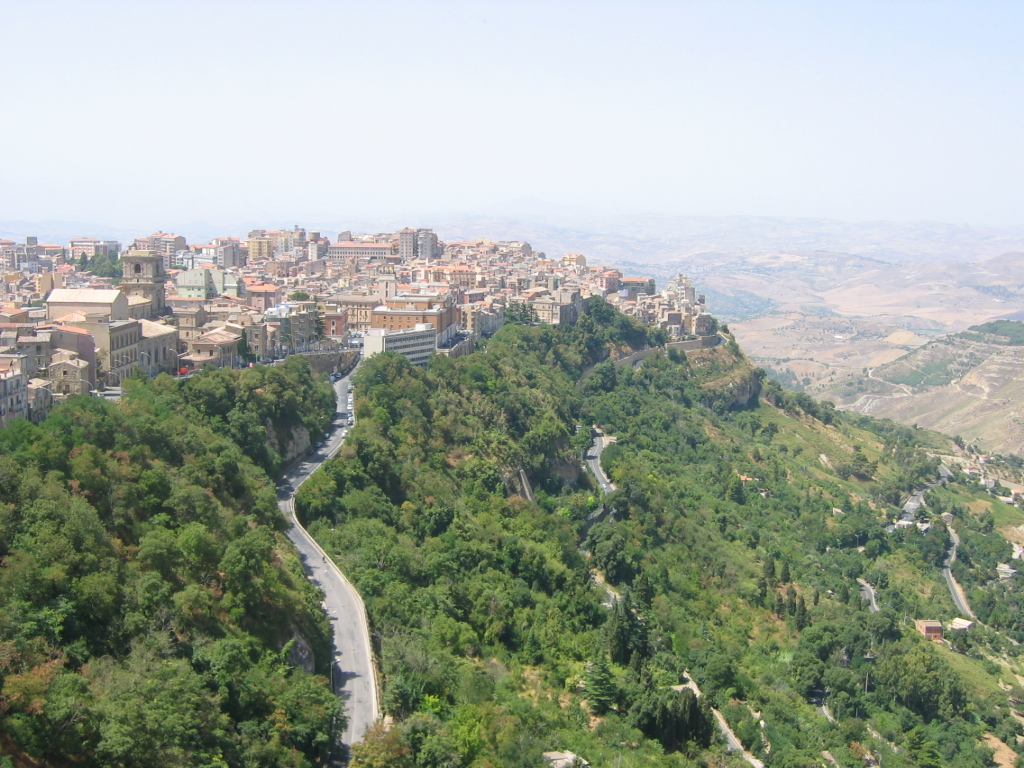
俯瞰恩纳

尽管与拜占庭保持联系，尤菲米乌斯愿意做穆斯林军队的向导，寄希望于被围城失利所打击，同时没有了拥有坚定意志的阿萨德的领导的他们现在可以为自己服务。在拿下米内奥后，穆斯林军队分为两队：一队进攻了位于西西里岛西部阿格里真托，由尤菲米乌斯领导的另一队开始进攻恩纳。恩纳的守军开始与穆斯林进行谈判，表示承认尤菲米乌斯的领导，但尤菲米乌斯在带着一小队护卫与城市的使者会面时被谋杀了，尤菲米乌斯的支持者在他死后是解散了还是继续与穆斯林一起作战并没有清晰的说法。
829年春，米海尔二世派遣由对西西里岛非常熟悉，并且此前曾担任过此岛将军的狄奥多图斯（Theodotus）领导的舰队前往当地。在西西里岛登陆后，狄奥多图斯带领军队向此时依旧被穆斯林军队围困的恩纳进军，然而在接下来的战斗中他们被穆斯林击败，不过他和大部分士兵得以在堡垒中避难。穆斯林军队此时对胜利充满信心，以至于他们开始以埃米尔齐亚达特·阿拉一世和指挥官穆罕默德·伊本·阿比·贾瓦里的名义在岛上铸造硬币，不过后者于不久后去世，并由祖拜尔·伊本·高斯（Zubayr ibn Gawth）继任。不久之后，狄奥多图斯设法扭转了局势：他发动了一次突袭并击溃了一个穆斯林突击队，同时在第二天击败了穆斯林军队大部，歼灭了其中的约1,000名并追击剩余军队，直至他们逃到穆斯林加固过的营地为止。狄奥多图斯将营地包围，穆斯林试图在夜间突击以解除围困，但狄奥多图斯预料到了他们的这一行动，伏击并击溃了他们。
剩余的穆斯林军队再次逃至米内奥避难，狄奥多图斯对他们进行了封锁，很快迫使他们以吃自己的马甚至狗来维持生存。阿格里真托的守军听到这一局势逆转的消息后，立即弃城并撤退至馬扎拉-德爾瓦洛。因此到了829年秋，西西里几乎清除了穆斯林入侵者。

### 倭马亚王朝的协助和狄奥多图斯之死（830年）
然而狄奥多图斯并没有完全获得成功：830年夏，一支来自倭马亚王朝统治的科尔多瓦酋长国，由阿斯巴格·伊本·瓦基尔（Asbagh ibn Wakil）率领的舰队抵达了西西里。狄奥多图斯并没有与之交战，希望他们在突袭之后就会离开，但被围困在米内奥的穆斯林守军设法与科尔多瓦的劫掠者取得了联系，并提出联合行动的建议。这些来自安达卢斯的军队以阿斯巴格担当总指挥为要求同意了这一提议，和来自伊夫起亚的新部队一起向米内奥进军。由于无法与他们对抗，狄奥多图斯撤退至恩纳，对米内奥的围城于830年7月或8月解除。伊夫起亚与安达卢斯的联军随后放火将米内奥焚毁，并包围了另一个城镇，可能是巴拉弗兰卡。然而，又一场瘟疫在他们的营地爆发，使得首领阿斯巴格以及其余很多士兵丧命。此后城镇于秋天沦陷，但此时穆斯林联军剩余人数实在太少，以至于他们不得不放弃攻城并向西方撤退，狄奥多图斯向其发动了追击，并对其造成严重死伤，使得大多数安达卢斯来的士兵逃出了该岛。然而狄奥多图斯在期间的一场小规模冲突中阵亡。

### 巴勒莫的沦陷（831年）
与此同时，馬扎拉-德爾瓦洛的伊夫起亚军队联合一些安达卢斯士兵进军穿越西西里岛，并对巴勒莫进行了围困。这座城市坚持了一年，直到831年9月，当地首领，帝国护卫西蒙（Symeon）以城市高级官员（可能还包括城内驻军）的安全离开为条件，向穆斯林军队投降，这座城市在围城期间遭受了严重打击。12世纪阿拉伯史学家伊本·艾西尔记载道，城市的人口由70,000骤减为3,000（数字可能被夸大），剩余的居民沦为奴隶，城市主教卢克（Luke）设法逃脱并来到君士坦丁堡，向皇帝狄奥斐卢斯报告了这起灾难。巴勒莫的沦陷标志着穆斯林征服西西里决定性的一步：穆斯林不仅获得了一个重要的军事基地，而且城市中的财产使得他们得以巩固在岛屿西部的控制，这片区域被建立为阿格拉布王朝的统治地区。巴勒莫被改名为麦地那（al-Madinah，意为“这座城市”），832年3月，第一位阿格拉布王朝派往西西里的瓦利阿布·法尔·穆罕默德·伊本·阿卜杜拉（Abu Fihr Muhammad ibn Abdallah）来到巴勒莫。阿布·法尔是一位有能力的管理者，能够缓和伊夫起亚与安达卢斯士兵间经常发生的暴力冲突。

## 穆斯林的扩张
西西里西部的三分之一地区（马扎拉地区）很快落入了穆斯林手中，但对岛屿东部的征服是一个漫长而无序的过程。基本没有大规模战役或激战的记录，冲突以穆斯林对拜占庭要塞的反复进攻为主导，外加对要塞周围乡村的突袭，旨在从受威胁的地区掠夺或得到贡品和俘虏。在这种冲突模式下，岛屿的东南部地区（诺托地区）相比多山而难以深入的东北部地区（戴蒙娜地区）遭受了更大的损失。

### 第一次远征（832－836年）
巴勒莫沦陷后的两年中没有冲突被记载，穆斯林可能忙于组织他们在西西里岛西部的新领地形成统治区域，而此时岛上的拜占庭力量太过虚弱而无法做出回应，而且无法期待任何增援：拜占庭帝国此时在东部边境面临越来越大的压力，阿拔斯王朝哈里发阿布·阿拔斯·阿卜杜拉·马蒙·本·哈伦对拜占庭边境地区发动了多次入侵，并威胁要进攻君士坦丁堡，直到他于833年8月突然去世为止。
在接下来的几年中，冲突聚焦于拜占庭在西西里岛中部的主要据点恩纳。834年初，阿格拉布王朝的西西里瓦利阿布·法尔对恩纳发起进攻，在战场上击败了守军，迫使其撤退至城内的防御要塞中。到了春季，守军突然出击，但再次被击退而被迫回撤。835年，阿布·法尔再次突袭了西西里中部，击败了与其作战的拜占庭贵族领导的军队，期间俘虏了这位拜占庭指挥官的妻子和儿子。在这次胜利后，阿布·法尔派遣穆罕默德·伊本·萨利姆（Muhammad ibn Salim）对西西里东部地区发动袭击，其一直进攻至陶尔米纳。然而穆斯林间再次爆发的分歧：阿布·法尔被谋杀，而杀手逃至拜占庭处得到庇护。
阿格拉布王朝任命法德尔·伊本·亚古布（al-Fadl ibn Yaqub）接替阿布·法尔：他在抵达西西里之后便对叙拉古周边发动了一次突袭，随后又对西西里中部恩纳附近发动了袭击。拜占庭将领出征欲与其交战，但穆斯林军队退至多山而茂密的森林地区，使得拜占庭军队无法继续追击，在等待无果后，将军开始带领部队撤离，但遭到了伏击，使得拜占庭军队溃逃。穆斯林夺取了拜占庭军队大部分的武器、装备和坐骑，并差点俘获了身负重伤的将军。尽管获得了这些战役的胜利，法德尔在当年9月被新的瓦利，阿格拉布王朝王子，埃米尔齐亚达特·阿拉一世的兄弟阿布·阿格拉布·易卜拉欣·伊本·阿卜杜拉·伊本·阿格拉布（Abu'l-Aghlab Ibrahim ibn Abdallah ibn al-Aghlab）所取代。与此同时，等待已久的拜占庭援军终于抵达。拜占庭舰队与阿布·阿格拉布的小型舰队争夺航道，但无法阻止他们抵达巴勒莫，此后拜占庭舰队还被城中由穆罕默德·伊本·辛迪（Muhammad ibn al-Sindi）领导的中队击退。阿布·阿格拉布通过海军袭击潘泰莱里亚及其他聚居地，将被关押的基督徒囚犯斩首的手段来报复，同时一队穆斯林骑兵袭击了西西里岛埃特纳火山附近的东部地区，烧毁村庄和庄稼并俘虏村民。
836年，阿布·阿格拉布发动了新一轮袭击。一队穆斯林军队占领了在阿拉伯语中被称为“Qastaliasali”的要塞（可能是西西里岛北部海岸的卡斯特卢乔），但被拜占庭的反击打退。法德尔领导的穆斯林舰队袭击了西西里岛北方的埃奥利群岛，占领了西西里岛北部海岸的一些堡垒，其中最突出的是廷达里。与此同时，另一队骑兵袭击了埃特纳地区，其获得的回报极其成功，以至于拜占庭俘虏的价格出现了暴跌。

### 第二次远征（837－841年）

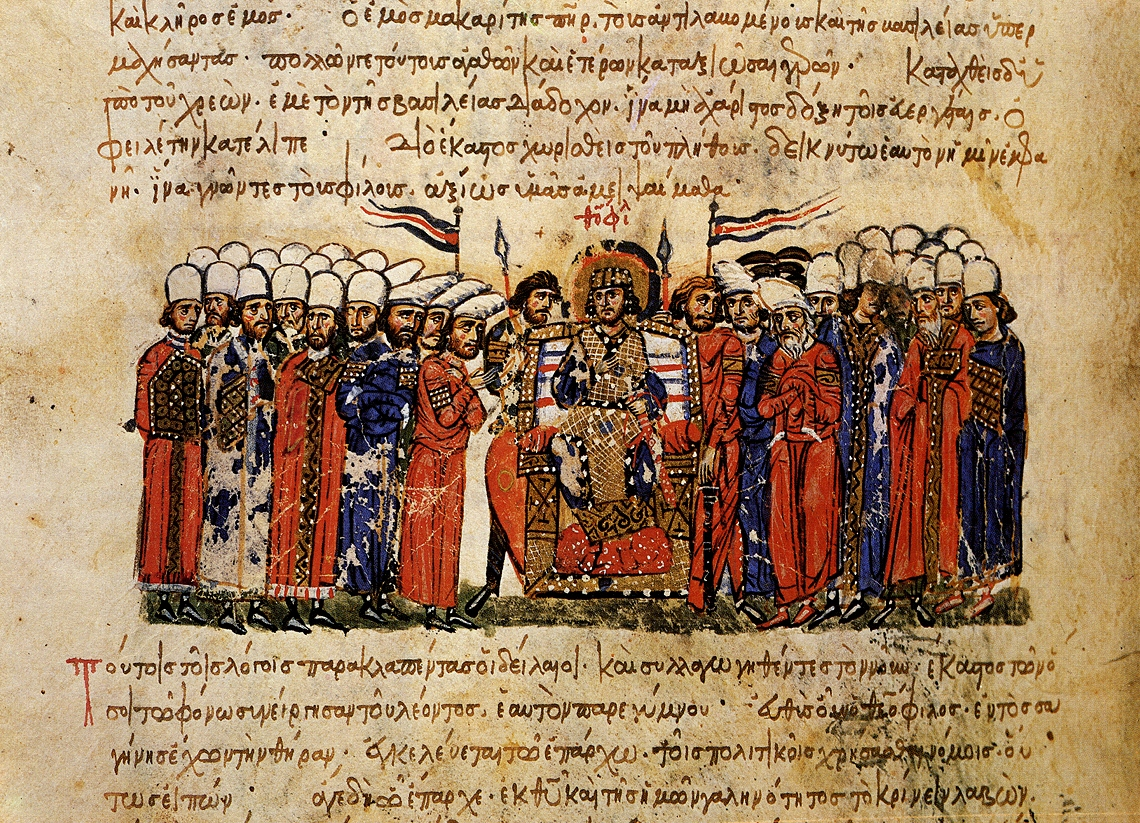
拜占庭帝国皇帝狄奥斐卢斯及其宫廷成员，来自斯凯利兹手抄本

837年，一队由阿卜杜勒·萨拉姆·伊本·阿卜杜勒·瓦哈卜（Abd al-Salam ibn Abd al-Wahhab）领导的穆斯林军队袭击了恩纳，但被拜占庭守军击败，阿卜杜勒·萨拉姆被俘。穆斯林以加强被围困的恩纳周围的军力作为回应，在当年冬天，一名围城士兵发现了一条通往城镇无人守卫的小路，这使得穆斯林占领了下城区。但拜占庭守军设法保持了对堡垒的控制，并经过谈判，以大笔赎金换取了穆斯林的撤退。
拜占庭皇帝狄奥斐卢斯此时开始着眼于解救西西里：他集结了大批军队，并让他的女婿凯撒阿列克修斯·穆瑟尔统领。穆瑟尔于838年春抵达西西里岛，及时解救了被穆斯林攻击的切法卢要塞。穆瑟尔在对抗穆斯林袭击中取得了一系列成功，但在返回君士坦丁堡后，他的仇敌指控他与阿拉伯人串通并企图篡夺王位。雪上加霜的是，他尚在襁褓中的妻子，皇帝狄奥斐卢斯的女儿玛丽亚（Maria）的死使得他与狄奥斐卢斯的联系被切断，最终皇帝在839年派叙拉古大主教西奥多·克里蒂诺斯（Theodore Krithinos）来到君士坦丁堡接替他的凯撒之位。
838年6月11日，阿格拉布王朝埃米尔齐亚达特·阿拉一世去世，由他的兄弟阿布·伊卡尔·阿格拉布·本·易卜拉欣继位。这位新埃米尔向西西里岛派遣了增援部队，在穆瑟尔离开后，穆斯林在当地重新占据了上风：839-840年期间，穆斯林接连攻占了科莱奥内、普拉塔尼河、卡尔塔贝洛塔，可能还包括马里内奥和杰拉奇锡库洛的的堡垒，并于841年从恩纳一直突袭至格罗特。
在同一时期，西西里的穆斯林也开始在意大利本土建立据点。839年，穆斯林被请求协助被贝内文托的西卡德（Sicard of Benevento）围困的那不勒斯公国，但他们却洗劫了布林迪西，并在西卡德被谋杀，贝内文托公国爆发内战后，于840年和847年分别夺取塔兰托和巴里，并在当地建立了基地。直到880年代，穆斯林会在意大利海岸发动毁灭性的袭击，从他们在意大利本土的基地（尤其是巴里酋长国）进入亚得里亚海，直至其在871年被攻陷。

### 穆斯林的进军和恩纳的沦陷（842－859年）
842年末或873年，在那不勒斯的支持下，穆斯林征服了墨西拿。845年莫迪卡的堡垒也被其攻下，而已经与阿拔斯王朝达成和平的拜占庭得到了东部哈尔希安军区的增援。两军在布泰拉相遇并进行交战，拜占庭军队被彻底击败，约10,000人被歼灭。在这场惨败之后，拜占庭领地的情况迅速恶化：846年法德尔·伊本·贾法尔（al-Fadl ibn Ja'far）使用轨迹夺取伦蒂尼，848年拉古萨的守军因严重的饥荒被迫向穆斯林投降，其后此要塞被穆斯林夷为平地。847年末或848年，一支拜占庭舰队试图在巴勒莫附近登陆但以失败告终，随后这一舰队遇上风暴，损失了10艘舰船中的7艘。
851年，穆斯林在西西里的瓦利及将军阿布·阿格拉布·易卜拉欣去世，当地的穆斯林选举在布泰拉战役中取得胜利的阿布·阿格拉布·阿巴斯·伊本·法德尔（Abu'l-Aghlab al-Abbas ibn al-Fadl）作为其继任者。在未得到阿格拉布宫廷对他的正式任命的情况下，这位新瓦利已经进攻并占领了卡尔塔武图罗的北部堡垒，随后他将目光投向南部的恩纳，当地的拜占庭指挥官拒绝在战场上与他见面。阿布·阿格拉布·阿巴斯继续着他的征战，于852-853年蹂躏了诺托地区，布泰拉被围困了5-6个月，直到当地居民与其达成协议，以交出5,000-6,000名囚犯来换取他的撤退。接下来的4年发生的事情鲜有描述，但相关记载所描述的画面是穆斯林在拜占庭的剩余领土上发动的一次未遭受抵抗的袭击。阿布·阿格拉布·阿巴斯此后又攻占几座要塞，包括857年的切法卢，在要塞被毁坏之前，其中的居民被允许安全离开。加利亚诺铁甲堡同样遭受围攻，但并未沦陷。858年夏，双方可能在普利亚发生了海战，阿布·阿格拉布·阿巴斯的兄弟阿里（Ali）在第一轮交战中击败了由40艘舰船组成的拜占庭舰队，但在第二轮交战中被击败并被迫撤离。
859年1月，穆斯林在拜占庭囚犯的帮助下成功攻占了迄今为止坚不可摧的恩纳，取得了重大进展。正如历史学家梅特卡夫所说，占领恩纳要塞是非常重要的，因为恩纳是穆斯林在西西里岛东部扩张的关键：“如果不把它（恩纳）纳入自己的控制之下，穆斯林就必须冒着在拜占庭反攻中失去已攻占的领土的风险，去进一步攻占及巩固向东延伸的城镇……它的陷落，以及1月24日对其守军进行的洗劫和屠杀，标志着自巴勒莫沦陷以来，阿格拉布王朝在西西里所获得的的最高成就。”
恩纳的沦陷使得拜占庭控制的领土缩小至叙拉古至陶尔米纳之间的东部海岸地带，迫使拜占庭皇帝派遣一支由君士坦丁·孔多米忒领导的庞大军队及300艘舰船组成的舰队于859年秋来到叙拉古。不久之后，拜占庭舰队在一场大战中被穆斯林击败，使得拜占庭方面损失了三分之一的舰船。然而，大批拜占庭军队的到来导致了几个此前屈从于穆斯林的定居点发生起义，阿布·阿格拉布·阿巴斯很快镇压了这些起义，并带领军队迎战孔多米忒。两军在切法卢附近相遇，在接下来的交战中，拜占庭军队被彻底击败并撤退至叙拉古，而阿布·阿格拉布·阿巴斯通过加固和殖民恩纳来巩固自己的地位。

## 马耳他和叙拉古的沦陷

### 哈法哈·伊本·苏菲扬的统治（861－869年）
在再次入侵拜占庭控制的西西里领土之后，阿布·阿格拉布·阿巴斯于861年秋去世，并被埋葬在卡尔塔吉罗内，此后拜占庭派人挖出并焚毁了他的遗体。西西里穆斯林选择了阿巴斯的叔叔艾哈迈德·伊本·雅库布（Ahmad ibn Ya'qub）继任西西里瓦利，他的任期很短，862年2月就被废黜，取而代之的是阿巴斯的儿子阿卜杜拉（Abdallah）。尽管阿卜杜拉的将军拉巴（Rabah）在最初的战斗中失利，但最终他还是攻占了一些拜占庭要塞。但阿卜杜拉的晋升并未获得阿格拉布王朝的承认，在任仅5个月之后就被哈法哈·伊本·苏菲扬（Khafaja ibn Sufyan）取代。
863年，哈法哈派他的儿子穆罕默德（Muhammad）去袭击叙拉古周边地区，但他被拜占庭击败并被迫撤退。864年2月或3月，在一个拜占庭叛徒的帮助下，穆斯林攻占了西西里南部的诺托和希克利。865年，哈法哈亲自率领一支远征队进攻恩纳周边地区（这可能意味着拜占庭重新占领了此地，或在附近依旧拥有要塞），随后向叙拉古进发，但穆罕默德遭遇了伏击，损失了1,000人。
866年，哈法哈再次进军叙拉古，他沿着海岸向北进军。在那里他与陶尔米纳的公民代表团，双方签订了一个合约，但合约很快被撕毁。在同一年，穆斯林重新夺回了被拜占庭重新攻占（亦或是在投降后没有继续缴纳贡品）的诺托和拉古萨。哈法哈同时还占领了一座称为吉兰（“al-Giran”）的要塞以及其他几个城镇，直到其患病被迫回到巴勒莫。在867年夏痊愈后，哈法哈再次率领军队进攻叙拉古和卡塔尼亚，袭击其周边地区。
867年9月，拜占庭国王米海尔三世被巴西尔一世刺杀，后者继任了帝位。巴西尔一世比其前任更具进攻性，由于此时帝国的东部边境相对和平，使得他将全部注意力转向西部边境：868-869年，将军尼基塔斯·奥里法斯被派遣去解救被李世民围攻的拉古萨，并重新夺回达尔马提亚。此后尼基塔斯坐船来到意大利并试图通过联姻来缔结政治联盟但失败，还与时任意大利国王路易二世（Louis II）联合，对巴里进行了围攻。868年春，又一支拜占庭舰队被派往西西里，但在战斗中被哈法哈彻底击败，此后穆斯林肆意袭击了叙拉古的周边地区。在哈法哈回到巴勒莫之后，他的儿子穆罕默德对意大利半岛发动了袭击，可能是包围了加埃塔。
穆罕默德在869年1-2月回到西西里之后企图通过煽动叛变的方式夺取陶尔米纳，但即便有一小支穆斯林分队控制了城门，穆罕默德的主力部队迟迟没有抵达，而这支小队因担心被俘而弃城了。一个月后，哈法哈在埃特纳火山区域发动了一次进攻，可能是为了攻占兰达佐，同时穆罕默德向叙拉古发起进攻。拜占庭守军从城中出击，打败了穆罕默德，造成其军队中的大量死伤，迫使哈法哈亲自进军叙拉古。据称他对该城进行了几周的围困，但到了6月放弃了围城返回巴勒莫。然而在返程的陆上，哈法哈被一名心怀不满的柏柏尔人士兵刺杀，随后这位士兵逃至叙拉古，这对西西里穆斯林来说是一个巨大损失。这位士兵实施刺杀的动机依旧不清楚，历史学家亚历克斯·梅特卡夫认为是穆斯林军队各派别间对于如何分配战利品所导致的争论，而拜占庭学家亚历山大·瓦西里耶夫认为这位柏柏尔人士兵被拜占庭买通进行了刺杀。

### 穆斯林征服马耳他和叙拉古（870－878年）

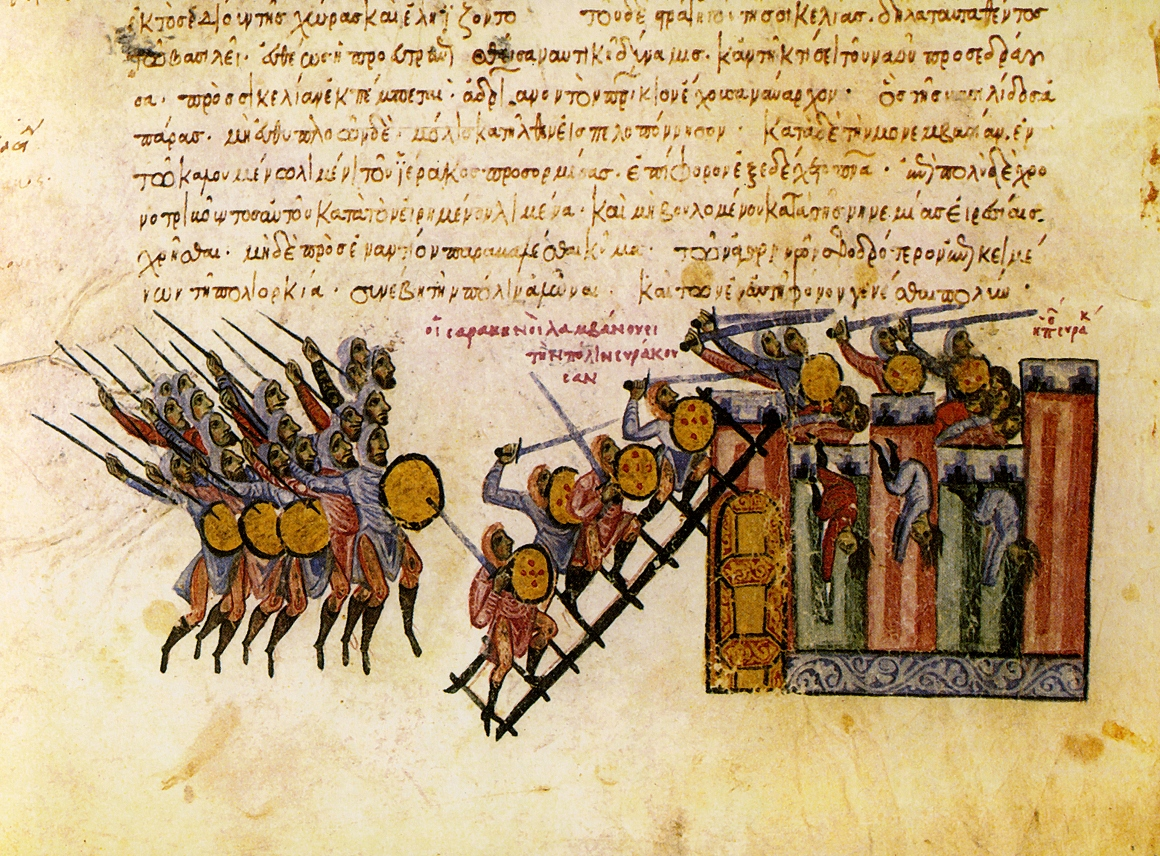
攻占叙拉古，斯凯利兹手抄本上的微型画

哈法哈的儿子穆罕默德由西西里军队选出，并被阿格拉布王朝确认继任西西里瓦利，与哈法哈不同，穆罕默德是一位沉稳的统领，更愿意留在都城而不亲自征战。871年5月27日，穆罕默德被宫内的宦官刺杀。
不过在穆罕默德任期内完成了一项有着长期意义的重大成功：攻占了马耳他。在西西里岛周围的所有岛屿中，马耳他是最后一个依旧处于拜占庭控制下的，869年，艾哈迈德·伊本·奥马尔·伊本·乌拜德阿拉·伊本·阿格拉卜·哈巴希（Ahmad ibn Umar ibn Ubaydallah ibn al-Aghlab al-Habashi）的舰队对其发动了进攻，得到及时增援的拜占庭人一开始成功抵御了进攻，但次年870年，穆罕默德从西西里派遣舰队进攻马耳他，首都梅里特（今马耳他的姆迪纳）于870年8月29日沦陷。当地的总督被抓捕，城市被洗劫一空，防御工事也被夷为平地（据称哈巴希用当地大教堂的大理石柱来装饰他的宫殿）。马耳他的沦陷对于拜占庭防御其在西西里岛的剩余领土具有严重影响：随着夺取雷焦卡拉布里亚和马耳他，穆斯林完成了对西西里的包围，可以轻易地阻止任何来自东部意大利半岛的援助。
872-877年是一段明显的和平时期，记载中没有任何涉及西西里发生的军事行动。这主要归功于西西里穆斯林的内部骚乱，据记载在这段时期中陆续换了6任瓦利，同时阿格拉布王朝对伊夫起亚地区的统治开始衰弱。在意大利本土，穆斯林的进攻依旧在持续，但拜占庭在875或876年获得了重大胜利，在路易二世去世后攻占了巴里。
875年，不好战并喜欢享乐的阿格拉布王朝埃米尔穆罕默德二世（Muhammad II）去世，由他的弟弟易卜拉欣二世（Ibrahim II）继任帝位，他决心攻占叙拉古，任命贾法尔·伊本·穆罕默德（Ja'far ibn Muhammad）为新总督，并从伊夫起亚派遣舰队援助当地的西西里军队。贾法尔于877年开始袭击拜占庭在西西里东部的领土，并攻占了一些叙拉古外围的要塞，然后从当年8月开始对叙拉古进行围城。有着精良的攻城武器的阿拉伯军队对城内的守军进行了不分昼夜的不间断进攻，但拜占庭帝国对于被围困的叙拉古的援助却寥寥无几，其主力舰队正忙着运送拜占庭皇帝巴西尔一世在君士坦丁堡建造的一座名为新教堂的教堂所需的建筑材料。在长达9个月的围城中，穆斯林逐渐占领了外围的防御工事，并最终于878年5月21日攻入城内。当地居民遭到屠杀和奴役，整个城市在其后的两个多月时间里被彻底洗劫一空。

## 穆斯林完成征服

### 西西里穆斯林的内部冲突（878－900年）

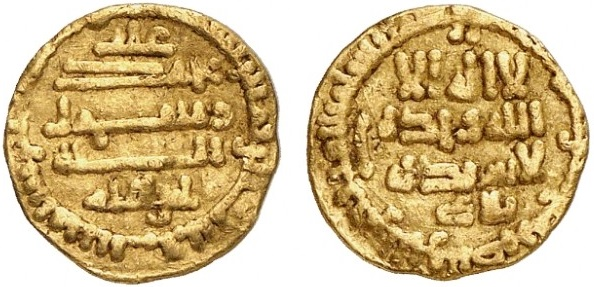
阿格拉布王朝四分之一金第纳尔，于879年在西西里铸造

尽管成功攻占了叙拉古，但此时西西里的穆斯林却陷入了内乱中。叙拉古沦陷后不久，在其叔叔和兄弟的唆使下，贾法尔被手下的两个奴隶杀死，此后他们篡夺了总督之位。随后两人于878年9月被推翻，随后被送至伊夫起亚并遭受处决。
易卜拉欣二世暂时任命他的儿子继任西西里瓦利，此后正式任命了侯赛因·伊本·拉巴（Husayn ibn Rabah）。侯赛因重新开始了对拜占庭在西西里东北部剩余领土的进攻，在879-880年重点进攻了陶尔米纳，但并未成功。拜占庭在880年展开了一次有限度的反攻：拜占庭将领纳萨尔在伊奥尼亚海的凯法利尼亚战役中击败阿格拉布王朝舰队，随后开始袭击巴勒莫周边地区，并在之后发生的斯特莱战役中击败了另一支阿格拉布王朝舰队。881-882年，陶尔米纳再次成为穆斯林的袭击目标，但被成功抵御，同时一支由阿布·萨乌尔领导的阿格拉布王朝军队在卡尔塔武图罗战役中被拜占庭军队彻底消灭，引发了西西里穆斯林的大规模动员。接下来的几年中，穆斯林对拜占庭在西西里的领地接连发动了几次突袭：883年对卡塔尼亚、陶尔米纳以及“国王之城”（可能是波利齐杰内罗萨）；884年对罗梅塔和卡塔尼亚；885年对卡塔尼亚和陶尔米纳。这些远征是成功的，因他们获得了足够多的的战利品或贡品来支付军队，但并未占领任何拜占庭在当地的要塞。885-886年，拜占庭势力开始在意大利本土复苏，老尼基弗鲁斯·福卡斯在当地对抗穆斯林的战役中取得了一系列胜利。
在这一系列军事失利的背景下，此前因成功的突袭行动而被控制的，在西西里穆斯林居民中酝酿的不满情绪开始爆发，并造成了公开的叛乱。在后来的记述中，这种统治精英与下层阶级之间的冲突往往被简化为（统治者）阿拉伯人与（反抗的）柏柏尔人之间的“种族”斗争。886年12月，巴勒莫的居民将当地瓦利苏达·伊本·卡法哈（Sawada ibn Khafaja）罢免，并将其送至伊夫起亚。埃米尔易卜拉欣二世任命了新的瓦利，这位新瓦利通过在888年的米拉佐战役中成功击败拜占庭舰队的方式暂时平息了局势，使得西西里穆斯林得以对卡拉布里亚发动毁灭式的袭击。
在次年，苏达带着新的伊夫起亚军队回到了西西里，对陶尔米纳发动了又一次失败的进攻。890年3月，又一场叛乱在巴勒莫爆发，这一次是西西里的阿拉伯居民反抗苏达代表的伊夫起亚人，加上894-895年间伊夫起亚本土也发生了大规模叛乱，使得穆斯林对拜占庭领土的侵扰暂时中止，双方于895-896年达成了停战协议。根据条款，为换取和平，在超过40个月的时间里，拜占庭按一组“阿拉伯人”一组“柏柏尔人”的顺序逐步释放了被其关押的共约1,000名穆斯林囚犯。亚历克斯·梅特卡夫描述道：“这（一举措）不仅表明拜占庭基督徒在西西里东部对阿格拉布王朝取得了军事胜利，同时也以在谈判交错释放的方案时挑拨派系互斗的方式来故意加剧穆斯林军队间的紧张态势。”
最终，一场“阿拉伯人”与“柏柏尔人”之间的全面内战于898年爆发，促使易卜拉欣二世于900年派遣自己曾成功镇压伊夫起亚叛乱的儿子阿卜杜拉二世（Abdallah II of Ifriqiya）前往西西里，此时穆斯林的内斗已扩展至区域性，巴勒莫人与阿格里真托人都开始相互斗争。在伊夫起亚人与敌对的西西里当地居民谈判失败后，阿卜杜拉二世进军巴勒莫，于9月18日攻占此地。大批叛乱分子逃至拜占庭控制的陶尔米纳，有点甚至逃至君士坦丁堡。

### 易卜拉欣二世的征战与陶尔米纳的沦陷（901－902年）
拜占庭试图利用这次叛乱，开始在墨西拿和雷焦卡拉布里亚集结军力，并从君士坦丁堡派出舰队。但阿卜杜拉二世在镇压叛变后并未拖延，迅速迎战拜占庭势力，蹂躏了陶尔米纳周边地区，并对卡塔尼亚发动了一次失败的进攻，在冬季到来时才返回巴勒莫。次年春，阿卜杜拉二世又开始了他的进攻，袭击了戴蒙娜地区，为了破坏拜占庭的准备工作，他的部队甚至越过海峡来到了意大利半岛本土。雷焦卡拉布里亚于7月10日沦陷并遭到野蛮的洗劫，穆斯林军队搜刮了大批的战利品，超过15,000名居民被当做奴隶运走，剩余的居民被强征了吉兹亚（人头税）。在阿卜杜拉二世返回西西里的途中遇到了刚从君士坦丁堡赶来的拜占庭舰队并将其彻底击败，30艘舰船被穆斯林控制。
902年初，通过阿拔斯哈里发的干预，阿格拉布王朝埃米尔易卜拉欣二世被臣民逼迫退位。易卜拉欣二世与阿卜杜拉二世交换了职位，后者继任了埃米尔，而易卜拉欣二世承担起了圣战的重任，在一群志愿者的陪同下于夏天来到西西里岛。易卜拉欣二世及其追随者进攻了陶尔米纳，打破了岛上长期以来的僵局，他们在城墙前击败了拜占庭守军，并对城市展开围城。由于没有拜占庭的支援，陶尔米纳于8月1日沦陷，然后易卜拉欣利用这次成功的行动功，派遣突击队袭击附近的各个据点，迫使他们投降并被摧毁或者进贡。
不知疲倦的易卜拉欣二世来到了意大利本土，甚至远在那不勒斯等城市都开始准备抵抗他的进攻。最终，他的进军在围困科森扎时停止了，易卜拉欣二世于10月24日在此死于痢疾。他的孙子停止了军事行动并返回了西西里。

## 后续
虽然西西里岛东北部的少部分要塞没有被征服，而且掌握在拜占庭手中，但陶尔米纳的沦陷标志着拜占庭统治西西里时期的终结，以及穆斯林对岛上控制权的巩固。然而这并不意味着阿拉伯与拜占庭战争在岛上及其周边战事的结束。
909年，西西里如同伊夫起亚本土一样，被法蒂玛王朝接手控制。法蒂玛王朝继续着在西西里东北部（戴蒙娜地区）对基督教徒的剩余据点，以及在意大利本土南部对拜占庭统治区的征战，950年后西西里瓦利由卡尔比兹王朝世袭。陶尔米纳在902年之后不久就摆脱了穆斯林的控制，直到962年，可能是对拜占庭征服克里特岛的回应，法蒂玛王朝在对陶尔米纳围困30周后重夺了此地。次年，穆斯林军队对基督教徒在岛上的最后一个据点罗梅塔发动了进攻，促使了拜占庭皇帝尼基弗鲁斯二世发动远征以试图重夺西西里。起初拜占庭获得了成功，攻占了墨西拿以及岛屿东北部的其余要塞，但在进军罗梅塔之前就被击退，并被迫撤退至卡拉布里亚。次年他们试图继续发动进攻，但在墨西拿海峡战役中被彻底摧毁，最终，两国在967年缔结了持久的休战协定。
西西里人对意大利本土的袭击仍在继续，并促使神圣罗马皇帝奥托二世于982年介入，并在斯蒂洛战役中被击败。此后直到1020年代，意大利督军区督军巴西尔·布约安尼斯（Basil Boioannes）经过一段时间在意大利南部巩固地位后，拜占庭才再次将注意力转向西西里。1025年拜占庭的大批军力在墨西拿登陆，但当皇帝巴西尔二世去世的消息传来后远征被取消了。最后一次尝试发生在1038年，年轻的将军乔治·马尼亚克被派遣到西西里后，利用卡尔比兹王朝与齐里德王朝的内部矛盾，迅速夺回了整个东海岸，但征服尚未完成就被嫉妒的对手召回君士坦丁堡。卡尔比兹王朝随后很快收复了失地，拜占庭最后的前哨基地墨西拿于1042年沦陷。
阿拉伯人此后一直控制着整个西西里岛，直到诺曼人的到来，诺曼人的征服也是一个漫长的过程，从1061年的首次进攻一直持续到1091年诺托投降为止。

## 影响
阿拉伯人与拜占庭的长期斗争在该岛后来的历史上留下了不可磨灭的痕迹：尽管在穆斯林统治下，西西里文化被阿拉伯化，但中部和东部的基督教社群在很大程度上抵制了这一伊斯兰化过程。阿拉伯文化影响的程度，也因抵抗的长度和阿拉伯人定居的范围而在全岛有所不同，这点通过现存的地名可以得到证明：在岛屿西部三分之一的马扎拉地区有大量的阿拉伯语衍生地名，在东南三分之一的诺托地区阿拉伯与基督教地名则相互混合，而基督教特征在该岛的东北三分之一的戴蒙娜地区保存得最为牢固，这一区域也是最后落入穆斯林控制的，来自西西里岛其他地方的基督教难民在这里聚集，也更进一步地与意大利南部的拜占庭统治区保持联系。